# 比耶·富鲁高
比耶·富鲁高（瑞典語：Birger Furugård，1887年12月8日—1961年12月4日）是二戰時期瑞典的極右翼政治人物。從政前曾是瑞典知名獸醫。